# Сражение за Ле-Ман (1793)
Сражение за Ле-Ман (фр. Bataille du Mans) — сражение, произошедшее 12-13 декабря 1793 года в ходе Вандейской войны.
10 декабря 1793 года, оставив Анже, вандейские войска, всегда время от времени подвергавшиеся нападениям республиканской кавалерии, начали марш вдоль Луары. Страдая от голода и холода, опустошенные дизентерией, тифом и лихорадкой, они в основном пытались добыть пропитание. Из 80 000 человек, вышедших из Анже, в Ле-Ман добралась только около 40 000 человек, большинство из которых были гражданскими и ранеными солдатами.
Отряд генерала Вестерманна подошёл к городским воротам рано утром 12 декабря, к нему присоединились отряды Франсуа Марсо и Жана-Батиста Клебера. У республиканцев было около 20 000 боеспособных солдат. Вестерманн призвал вандейцев сдаться. Предложение было отклонено, поскольку повстанцы в городе чувствовали себя в безопасности и считали, что республиканцы не смогут выбить их. Так как в это же время основные силы вандейцев во главе с Анри Ларошжакленом, отбив атаку синих, вошли в город из окрестностей, большинство повстанцев в городе не подозревали об угрозе со стороны республиканцев. Повстанцы обычно напивались в местных кабаках, и их войска были рассеяны по всему городу.
Хотя по всему Ле-Ману были сооружены многочисленные баррикады, они были плохо укомплектованы людьми и слабо укреплены. В полночь 12 декабря республиканские войска начали штурм города, быстро захватив баррикады, сломив основное сопротивление вандейцев и захватив ключевые пункты Ле-Мана. Всю ночь шли уличные стычки. Не в силах защитить себя, повстанцы хаотично передвигались по улицам города, поэтому сражение быстро превратилось в бойню. Республиканской артиллерией под командованием генерала Франсуа Карпантье, открывала огонь по зданиям и домам, откуда велись выстрелы. Вандейцы, уцелевшие в резне, во главе с Ларошжакленом стали отступать к городу Лаваль. Вестерманн собрал своих гусар и преследовал повстанцев. Те, кто медлил и отставал, были убиты, но большая часть вандейской армии, сокращенная вдвое, сумела достичь Лаваля 14 декабря. 
Всего за 40 часов боев республиканские войска уничтожили более 15 тысяч вандейцев. Потери нападавших были небольшими и составили всего 30 убитых и 100 раненых. Победа в сражении и взятие Ле-Мана позволили республиканцам вступить в решающую фазу операции по уничтожению остатков когда-то могущественной Католической и королевской армии.